# 106 Eskadra IAF

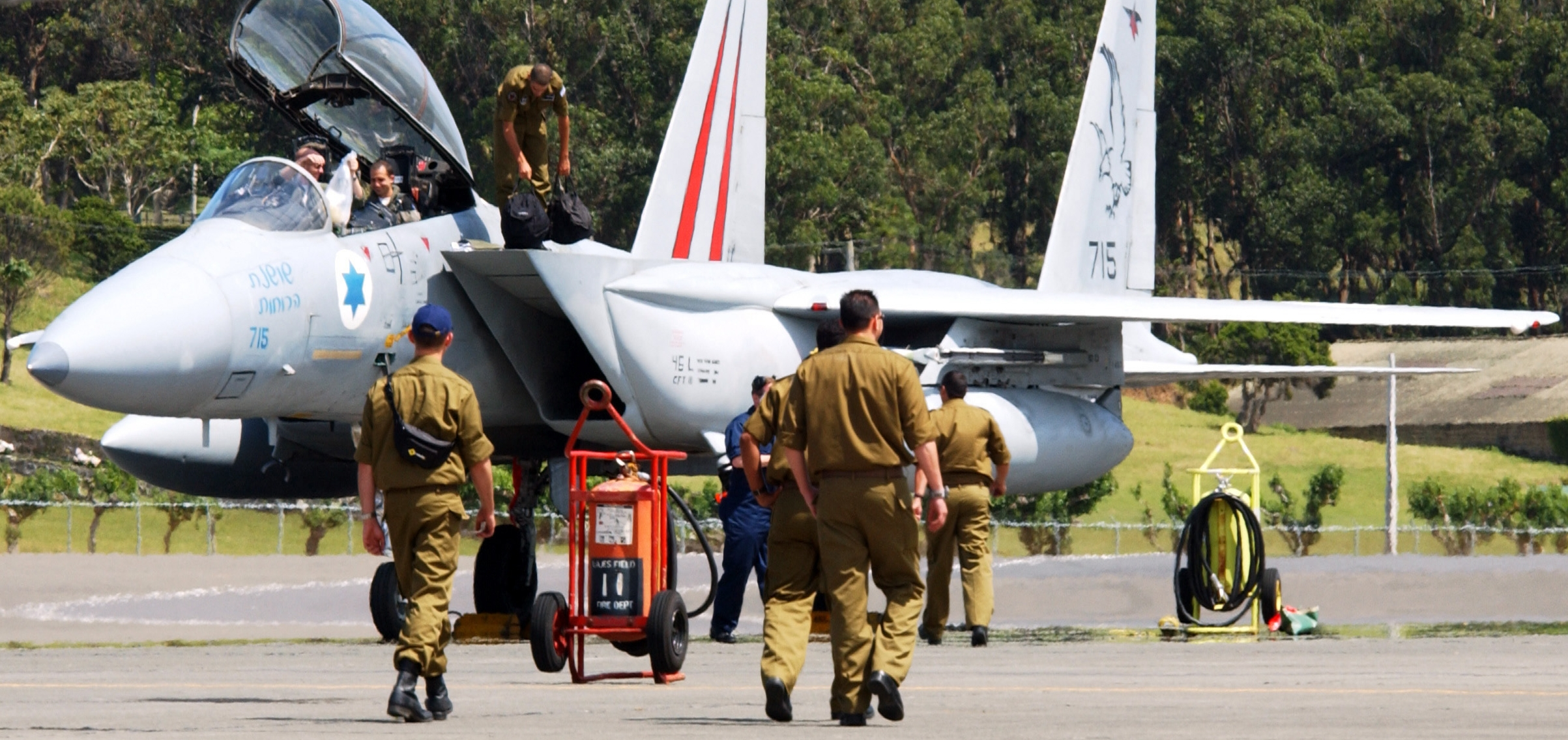
F-15D

106 Eskadra (hebr. Ha’Baz Ha’Sh’niyah, Ostrze Włóczni) – uderzeniowa eskadra Sił Powietrznych Izraela, bazująca w Tel Nof w Izraelu.

## Historia
Eskadra została sformowana 12 czerwca 1948 i składała się ze sprowadzonych z urugwajskich linii lotniczych Lapsa 10 samolotów transportowych C-46, 2 samolotów transportowych C-54 3 samolotów pasażerskich L-049 Constellation. Linie lotnicze Lapsa były używane jako przykrywka dla zakupu samolotów z United States Air Force. Samoloty te operowały w ramach operacji „Balek”, dostarczając do Izraela sprzęt wojskowy i amunicję z Czechosłowacji. Eskadra otrzymała symbol kodowy LATA (hebr. LAhak Tovala Avirit; Powietrzna Grupa Transportowa). Była to w owym czasie jedyna izraelska eskadra posiadająca zdolność przeprowadzania operacji na dalekim zasięgu. Po zakończeniu wojny, 12 sierpnia 1948 grupa LATA została formalnie rozwiązana, a cały personel lotniczy z samolotami wszedł w grudniu 1948 w skład nowo utworzonej 106 Eskadry. W kwietniu 1949 pilotów z samolotami przeniesiono do nowo utworzonych linii lotniczych El Al (C-46 później przeniesiono do linii lotniczych Arkia), natomiast 106 Eskadra została w czerwcu 1949 połączona ze 103 Eskadrą.
Ponowne sformowanie 106 Eskadry nastąpiło 11 czerwca 1982. Na wyposażeniu eskadry znalazły się myśliwce przewagi powietrznej F-15C/D. Podczas Wojny libańskiej w 1982 piloci eskadry odnieśli 5 zwycięstw powietrznych.
1 października 1985 roku, 8 myśliwców F-15D ze 106 Eskadry zbombardowało główną kwaterę Organizacji Wyzwolenia Palestyny w Tunisie (przelatując ponad 4000 km). Podczas tej operacji samoloty musiały kilkakrotnie tankować w powietrzu od latającej cysterny Boeing 707.
Podczas II wojny libańskiej w 2006 samoloty 101 Eskadry wzięły udział w bombardowaniu celów Hezbollahu w południowym Libanie.

## Wyposażenie
Na wyposażeniu 106 Eskadry znajdują się następujące samoloty:
- myśliwce przewagi powietrznej F-15C/D.